# 2096 Vaino
2096 Vaino је астероид главног астероидног појаса чија средња удаљеност од Сунца износи 2,445 астрономских јединица (АЈ).
Апсолутна магнитуда астероида је 13,3.